# Stazione meteorologica di Cortona
La stazione meteorologica di Cortona è la stazione meteorologica di riferimento per il Servizio Idrologico Regionale della Toscana relativa alla località di Cortona.

## Storia
La stazione meteorologica iniziò ad effettuare osservazioni e registrazioni a partire dal 1926 presso il Convento dei Redentoristi ai piedi del centro storico di Cortona, fornendo i dati termopluviometrici al Ministero dei lavori pubblici per la loro pubblicazione negli Annali Idrologici del Compartimento di Pisa fino all'anno 1996. Pur essendo ubicata su pendio collinare, la stazione meteorologica risente dell'esposizione verso sud nelle temperature massime che vengono registrate.
Con la regionalizzazione del Servizio Idrografico Nazionale, la stazione meteorologica è entrata a far parte della rete del Servizio Idrologico Regionale della Toscana, che nel 2000 ha installato una nuova stazione meteorologica automatica per la fornitura dei dati in tempo reale.

## Dati climatologici 1961-1990
In base alla media trentennale 1961-1990 calcolata dall'ENEA sulla base delle osservazioni meteorologiche effettuate nel medesimo trentennio, la temperatura media del mese più freddo, gennaio, si attesta a +6,3 °C; quella del mese più caldo, luglio è di +24,7 °C. Le precipitazioni medie annue, inferiori agli 800 mm e concentrate mediamente in 91 giorni, si presentano con un picco autunnale ed un massimo secondario in primavera .
| Cortona (1961-1990) | Mesi | Mesi | Mesi | Mesi | Mesi | Mesi | Mesi | Mesi | Mesi | Mesi | Mesi | Mesi | Stagioni | Stagioni | Stagioni | Stagioni | Anno |
| Cortona (1961-1990) | Gen  | Feb  | Mar  | Apr  | Mag  | Giu  | Lug  | Ago  | Set  | Ott  | Nov  | Dic  | Inv      | Pri      | Est      | Aut      | Anno |
| ------------------- | ---- | ---- | ---- | ---- | ---- | ---- | ---- | ---- | ---- | ---- | ---- | ---- | -------- | -------- | -------- | -------- | ---- |
| T. max. media (°C)  | 10,1 | 10,7 | 13,9 | 18,0 | 23,3 | 27,6 | 31,6 | 31,1 | 27,5 | 21,3 | 14,8 | 11,5 | 10,8     | 18,4     | 30,1     | 21,2     | 20,1 |
| T. min. media (°C)  | 2,5  | 2,9  | 4,7  | 7,6  | 11,6 | 14,9 | 17,9 | 18,0 | 15,7 | 10,8 | 6,5  | 4,5  | 3,3      | 8,0      | 16,9     | 11,0     | 9,8  |
| Precipitazioni (mm) | 69   | 63   | 74   | 79   | 80   | 55   | 42   | 25   | 46   | 70   | 98   | 83   | 215      | 233      | 122      | 214      | 784  |
| Giorni di pioggia   | 9    | 9    | 10   | 9    | 9    | 7    | 4    | 4    | 5    | 7    | 8    | 10   | 28       | 28       | 15       | 20       | 91   |

## Temperature estreme mensili dal 1927 ad oggi
Nella tabella sottostante sono indicate le temperature massime e minime mensili registrate periodo dal 1927 in poi; la serie storica risulta lacunosa in alcuni periodi degli anni trenta, quaranta e novanta.
La temperatura minima assoluta della serie storica esaminata è scesa a -10,5 °C il 7 gennaio 1985, mentre la temperatura massima assoluta ha toccato i +42,5 °C il 6 luglio 1952.
| Cortona (1927-2023)   | Mesi         | Mesi         | Mesi        | Mesi        | Mesi        | Mesi        | Mesi        | Mesi        | Mesi        | Mesi        | Mesi        | Mesi        | Stagioni | Stagioni | Stagioni | Stagioni | Anno  |
| Cortona (1927-2023)   | Gen          | Feb          | Mar         | Apr         | Mag         | Giu         | Lug         | Ago         | Set         | Ott         | Nov         | Dic         | Inv      | Pri      | Est      | Aut      | Anno  |
| --------------------- | ------------ | ------------ | ----------- | ----------- | ----------- | ----------- | ----------- | ----------- | ----------- | ----------- | ----------- | ----------- | -------- | -------- | -------- | -------- | ----- |
| T. max. assoluta (°C) | 21,3 (1962)  | 23,6 (1950)  | 26,2 (1977) | 29,8 (1949) | 34,2 (2009) | 39,5 (1935) | 42,5 (1952) | 41,6 (1958) | 37,8 (1944) | 31,9 (1956) | 24,4 (1961) | 21,5 (1979) | 23,6     | 34,2     | 42,5     | 37,8     | 42,5  |
| T. min. assoluta (°C) | −10,5 (1985) | −10,0 (1956) | −7,4 (1963) | −3,9 (1929) | 1,0 (1957)  | 6,6 (1953)  | 10,0 (1970) | 9,5 (1969)  | 5,0 (1931)  | 0,0 (1941)  | −3,0 (1981) | −7,6 (2010) | −10,5    | −7,4     | 6,6      | −3,0     | −10,5 |